# Ernst-Robert Grawitz
Ernst-Robert Grawitz, född 8 juni 1899 i Charlottenburg, död 24 april 1945 i Babelsberg, var en tysk läkare och SS-general i Nazityskland under andra världskriget. Grawitz var medansvarig för mord på funktionshindrade samt medicinska experiment på lägerfångar.

## Biografi
Grawitz var under andra världskriget ledare för den medicinska avdelningen i SS och operativ chef för Tyska Röda korset underställd dess ordförande SA-Obergruppenführer Karl Edvard av Sachsen-Coburg-Gotha. Hans direkt underordnade inom SS var Karl Genzken och därefter Karl Gebhardt.
Enligt vittnesmål från Gebhardts assistent Fritz Fischer hade Grawitz vid en inspektion av experiment med sulfonamider på kvinnor i Ravensbrück inte funnit resultaten givande då ingen av kvinnorna hade dött. Grawitz gav då order om att man skulle skjuta kvinnorna utan att döda dem och på så sätt bättre simulera riktiga krigsskador. Gebhardt och Fischer utförde aldrig denna order, men gjorde såren på kvinnorna grövre och på så sätt dog flera av kvinnorna.
Graeitz var gift med Ilse, som var dotter till SS-Obergruppenführern Siegfried Taubert.
Grawitz begick självmord tillsammans med sin familj, genom att spränga två handgranater under middagsbordet då hela familjen var samlad, den 24 april 1945. Gebhardt utnämndes som tillfällig ersättare dagen därpå.

## Populärkultur
I filmen Undergången från 2004 porträtteras Ernst-Robert Grawitz av Christian Hoening.